# 1918 (numero)
Millenovecentodiciotto (1918) è il numero naturale dopo il 1917 e prima del 1919.

## Proprietà matematiche
- È un numero pari.
- È un numero composto da 8 divisori: 1, 2, 7, 14, 137, 274, 959, 1918. Poiché la somma dei suoi divisori (escluso il numero stesso) è 1394 < 1918, è un numero difettivo.
- È un numero sfenico.
- È un numero ettagonale.
- È un numero congruente.
- È un numero odioso.
- È un numero intero privo di quadrati.
- È parte delle terne pitagoriche (1232, 1470, 1918), (1918, 6576, 6850), (1918, 18720, 18818), (1918, 131376, 131390), (1918, 919680, 919682).

## Astronomia
- 1918 Aiguillon è un asteroide della fascia principale del sistema solare.

## Astronautica
- Cosmos 1918 è un satellite artificiale russo.